# Wojsko Polskie na Wschodzie (1914–1920)
Wojsko Polskie na Wschodzie – polskie formacje wojskowe formowane w Rosji w latach 1914–1920.

## Legiony Polskie w byłym zaborze rosyjskim

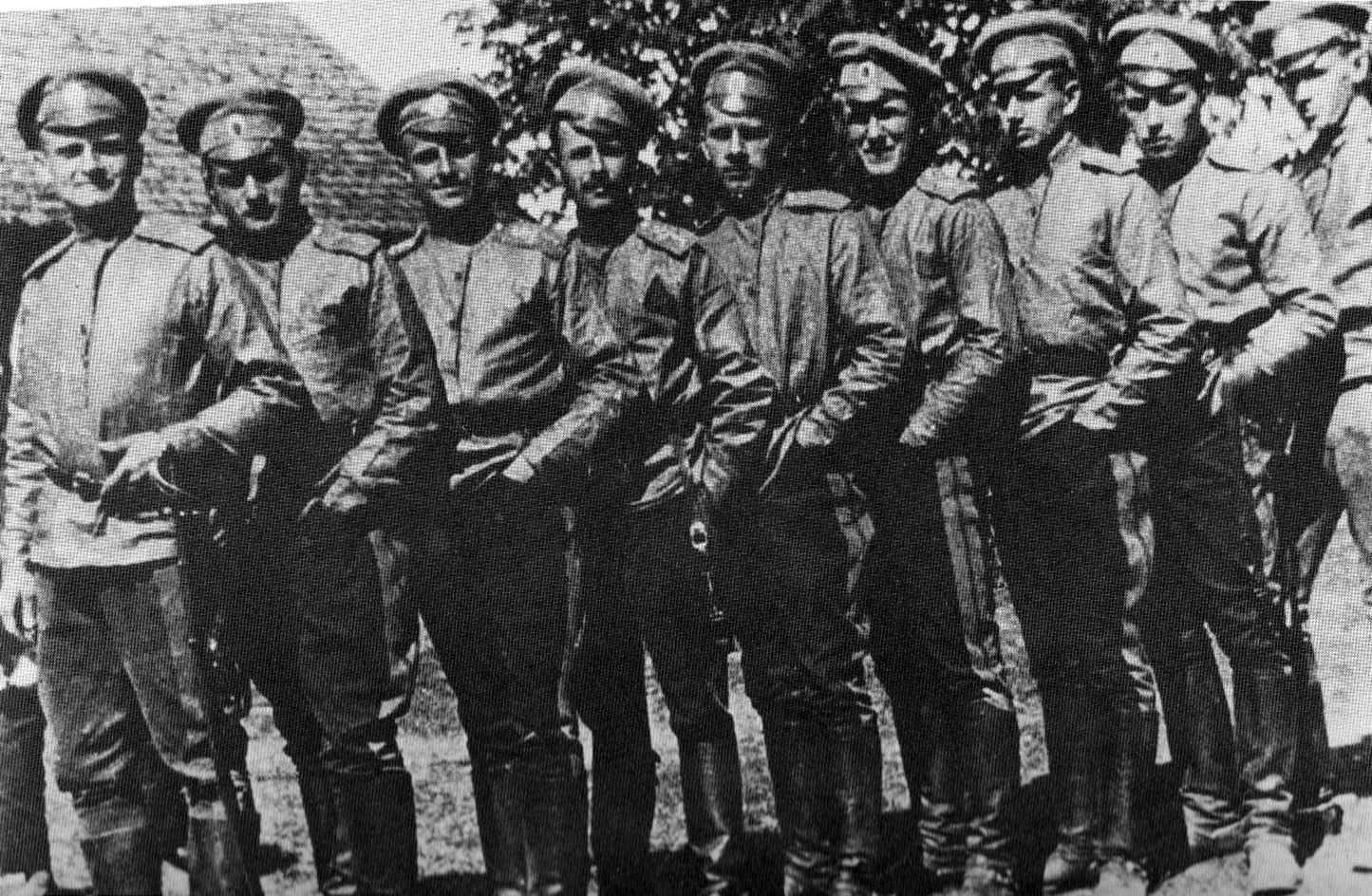
Oficerowie Legionu Puławskiego

W momencie wybuchu I wojny światowej w sierpniu 1914 wśród młodzieży polskiej powstała myśl stworzenia własnej armii. Ówczesne warunki nie pozwalały jednak na działania w tak szerokim zakresie. Ograniczano się więc początkowo do tworzenia oddziałów ochotniczo-partyzanckich przy poszczególnych armiach rosyjskich.
Aprobatę władz rosyjskich uzyskała dopiero inicjatywa Witolda Ostoja-Gorczyńskiego. W telegramie z 18 października 1914 szef sztabu-Stawki generał Nikołaj Januszkiewicz wyraził zgodę na formowanie oddziałów polskich. Czynności organizacyjne zaczął Gorczyński w Brześciu i w Chełmie, a następnie kontynuował w Puławach, gdzie powstał „Legion Puławski”. Dalszy napływ ochotników umożliwił podjęcie prac organizacyjnych związanych z formowaniem w Lublinie drugiego oddziału, zwanego „Legionem Lubelskim”, a także dwóch szwadronów ułanów. Oficjalnie formacje te nosiły nazwę „Legionów Polskich”. 
Władzę zwierzchnią nad wszystkimi formacjami legionowymi przejęło dowództwo 104 Brygady Pospolitego Ruszenia z generałem Piotrem Szymanowskim na czele. Istniejące oddziały legionowe potraktowano jako formacje pospolitego ruszenia i odpowiednio przemianowano: Legion Puławski na 739 Drużynę Nowoaleksandryjską, Legion Lubelski na 740 Drużynę Lubelską, oba zaś szwadrony na 115 i 116 sotnie konne. 20 lipca 1915 brygadę rozwiązano, a strzelców Drużyny Lubelskiej zaczęto wykorzystywać jako uzupełnienie stanów osobowych walczącej Drużyny Nowoaleksandryjskiej. 
Jesienią 1915 rozpoczęły się starania o przekształcenie legionów w większą polską formację wojskową. Pułkownik Jan Rządkowski i adiutant cara rotmistrz Adam hrabia Zamoyski uzyskali zgodę Mikołaja II, by resztki  Legionu przenieść do Bobrujska i rozpocząć rozbudowę polskich formacji wojskowych. Ocalały skład Legionu Puławskiego i żołnierze z 740 Drużyny Lubelskiej stały się zawiązkiem Brygady Strzelców Polskich (BSP).

## Strzelcy Polscy

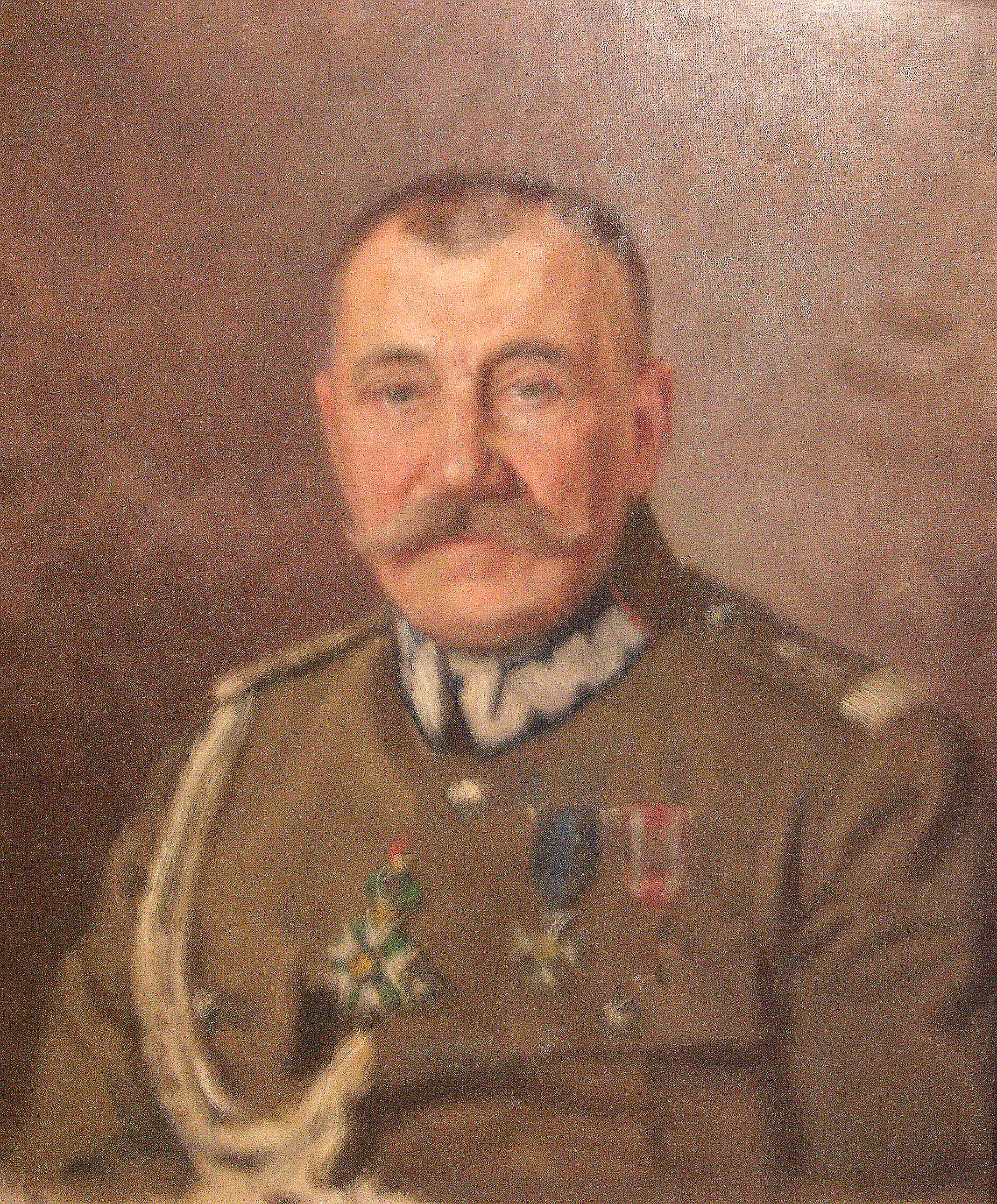
Jan Rządkowski

Dyskusje dotyczące autonomii Królestwa sprzyjały dalszej rozbudowie polskich ochotniczych formacji wojskowych u boku armii rosyjskiej.
Inicjatywa generała Szymanowskiego, pułkownika Rządkowskiego i rotmistrza Zamoyskiego skutkowała wydaniem rozporządzenia szefa Stawki generała Michała Aleksiejewa o powołaniu Brygady Strzelców Polskich, której formowanie rozpoczęło się w Bobrujsku. Stanowisko dowódcy powierzono Szymanowskiemu. Szefem sztabu brygady został natomiast Rosjanin, kapitan Żyliński. Wkrótce do Brygady dołączono dywizjon ułanów i kompanię saperską.
Brygada, mimo swojej nazwy, była całkowicie zależna od dowództwa rosyjskiego. Korespondencja urzędowa była prowadzona w języku rosyjskim, natomiast komendy padały w języku polskim. W szeregach Brygady znajdowało się ponad 8 tysięcy żołnierzy, niemal wyłącznie Polaków.
Na dalszą rozbudowę polskich formacji wojskowych zezwolił carski rozkaz wigilijny do armii i floty z roku 1916. Wielkim orędownikiem rozbudowy wojsk polskich był też dowódca wojsk Frontu Południowo-Zachodniego generał Aleksiej Brusiłow. Na jego wniosek 24 stycznia 1917 szef Stawki zezwolił na bazie brygady formować Dywizję Strzelców Polskich.
Właściwy proces organizowania dywizji złożonej z czterech pułków strzelców, dywizjonu ułanów, kompanii saperów i pododdziałów zabezpieczenia, pozbawionej jednak artylerii, rozpoczął się 8 lutego 1917.

## Korpusy polskie

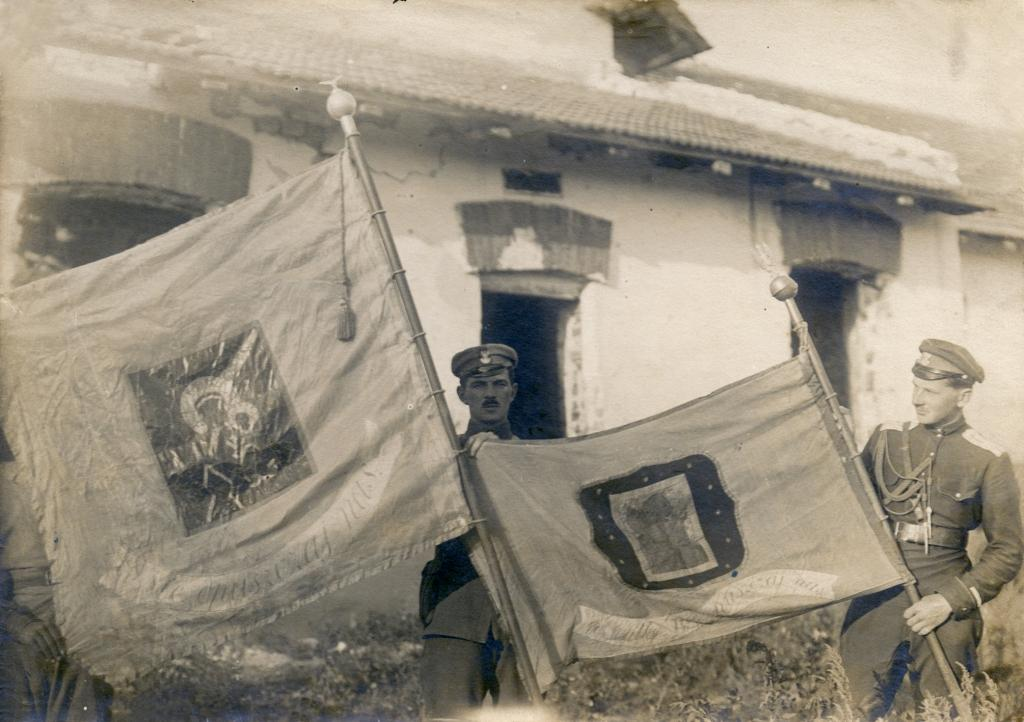
Sztandary jednostek polskich

Nowy okres dziejów polskiego wysiłku militarnego podejmowanego w Rosji nastąpił po obaleniu caratu. Poważne możliwości mobilizacyjne wynikające z dużej liczby Polaków służących w armii rosyjskiej dawały nadzieję organizacji dużych formacji wojskowych. Liczbę rezerw osobowych określono na około 700 000, w tym 119 generałów i prawie 20 000 oficerów. W przewidywaniach mobilizacyjnych brano ponadto pod uwagę znaczną liczbę Polaków żyjących na terytorium państwa rosyjskiego, a zdolnych do służby wojskowej, oraz około 100 000 mężczyzn polskiego pochodzenia w obozach jenieckich.
W skład Wojska Polskiego, formowanego na nowych zasadach, miały wejść trzy wyższe związki taktyczne. Były to: I Korpus Polski pod dowództwem gen. Dowbora-Muśnickiego organizowany na Białorusi, II Korpus Polski pod dowództwem gen. Stankiewicza tworzony w Besarabii i III Korpus Polski pod dowództwem gen. Eugeniusza de Henninga-Michaelisa formowany na Ukrainie. 
W okresie panowania w Rosji Rządu Tymczasowego polskie formacje wojskowe formowały się jako część składowa armii rosyjskiej. Po obaleniu rządu przez bolszewików nastąpiła zasadnicza zmiana koncepcji. Wojsko Polskie wobec armii rosyjskiej miało występować jako formalnie neutralne, a wobec armii mocarstw zachodnich jako sojusznicza siła zbrojna. Przedsięwzięcie to zamierzano realizować bez uzgodnień z władzami bolszewickimi. 
Tworzenie II i III Korpusu Polskiego rozpoczęto już na przełomie listopada i grudnia 1917. Realizowano je w bardzo skomplikowanej sytuacji, uwarunkowanej rozwojem wydarzeń rewolucyjnych i walką o władzę w szeregach Frontu Rumuńskiego, stanowiącego bazę werbunkową dla II Korpusu Polskiego i w formacjach Frontu Południowo-Zachodniego, traktowanych jako źródło uzupełnień III Korpusu Polskiego. Napływ ochotników był zatem bardzo utrudniony i nader ograniczony.
Największe postępy organizacyjne odnotowano przy formowaniu I Korpusu Polskiego. W połowie stycznia 1918, a więc w szczytowym okresie swego rozwoju, liczył on około 29 000 żołnierzy, czyli prawie połowę stanu etatowego obliczonego na 67 790 osób.
W skład I Korpusu Polskiego wchodziły: 1 Dywizja Strzelców generała Gustawa Ostapowicza, 2 Dywizja Strzelców generała Józefa Szamoty, 3 Dywizja Strzelców generała Józefa Leśniewskiego, 1 pułk ułanów pułkownika Bolesława Mościckiego, 2 pułk ułanów pułkownika Stefana Suszyńskiego, 3 pułk ułanów pułkownika Zygmunta Łempickiego, 1 Brygada Artylerii pułkownika Kazimierza Pławskiego, 2 Brygada Artylerii pułkownika Tadeusza Jastrzębskiego, dywizjon artylerii ciężkiej pułkownika Edwarda Malewicza, dywizjon moździerzy pułkownika Eugeniusza Rodziewicza, 1 pułk inżynieryjny podpułkownika Bolesława Jażwińskiego, Brygada Rezerwowa generała Józefa Pawłowskiego, Legia Rycerska podpułkownika Eugeniusza Habicha  oraz kilkadziesiąt pododdziałów i zakładów tyłowych. Korpus miał stanowić formację przeznaczoną wyłącznie do działań przeciw wojskom niemieckim i austro-węgierskim. W strukturze organizacyjnej opierał się na wzorach rosyjskich, a w sprawach dotyczących ustroju wewnętrznego korzystał z zasad ustalonych przez Naczpol, występujący jako namiastka władzy politycznej. 
Poczynania organizacyjne utrudniało również narastanie nurtu rewolucyjnego w samym korpusie, zwłaszcza zaś w jego zapasowym pułku w Biełgorodzie.
W lutym 1918 r. I Korpus Polski zajął Twierdzę Bobrujsk. W lutym i marcu 1918 r. doszło w okolicy twierdzy do ciężkich walk o Bobrujsk z bolszewikami, zakończonych zwycięstwem żołnierzy polskich. Sukces żołnierzy polskich uniemożliwiał bolszewikom sprawną komunikację Piotrogrodu z Ukrainą, co przekładało się na pogorszenie ogólnej sytuacji strategicznej Armii Czerwonej na Ukrainie wiosną 1918 r. Walki te były jednymi z pierwszych starć żołnierza polskiego z bolszewikami.
Twierdza Bobrujsk stała się centrum tzw. Rzeczypospolitej Bobrujskiej – polskiej strefy okupacyjnej w trójkącie Mohylew – Żłobin – Słuck. Wiosną 1918 r. był to teren de facto całkowicie kontrolowany przez Polaków.
Skomplikowana sytuacja społeczno–militarna zmusiła gen. Dowbor-Muśnickiego do podjęcia współdziałania z armią niemiecką. Zostało ono usankcjonowane umową z 26 lutego 1918 podpisaną z przedstawicielami dowództwa wojsk niemieckich na Wschodzie. Korpus sprawował władzę okupacyjną na terenie 6 powiatów Białorusi. Jednak po zawarciu przez państwa centralne traktatu pokojowego z Rosją Sowiecką, Niemcy zrezygnowali z dalszej współpracy z korpusem i 21 maja 1918 doprowadzili do jego rozbrojenia. 
Tworzenie II Korpusu Polskiego rozpoczęło się formalnie 20 grudnia 1917. Podstawę prawną stanowiło zezwolenie dowódcy wojsk Frontu Rumuńskiego, generała Dymitra Szczerbaczowa. Na stanowisko dowódcy powołany został generał Sylwester Stankiewicz. Korpus organizował się w Besarabii, głównie w Sorokach nad Dniestrem. Do marca 1918 w jego szeregach znalazło się ponad 4000 żołnierzy.
6 marca w skład II Korpusu weszła II Brygada Legionów Polskich. Jej wcielenie nastąpiło w obliczu poważnego zagrożenia ze strony armii austro-węgierskiej, która to od 28 lutego 1918 wznowiła działania ofensywne i ruszyła na Odessę. Korpus został zmuszony do przegrupowania się poza strefę okupacyjną wojsk austro-węgierskich.
Podczas marszu na wschód doszło do zmiany dowództwa. Generała Stankiewicza zastąpił pułkownik Józef Haller (ps. generał „Mazowiecki”). Podczas marszu na Ukrainę naddnieprzańską Haller musiał toczyć zaciekłe walki ze zrewoltowanym chłopstwem ukraińskim. 12 kwietnia 1918 wojska polskie zostały zatrzymane przez generała Aleksandra Osińskiego.  
11 maja w rejonie Kaniowa korpus stoczył  bitwę z okrążającymi go wojskami niemieckimi, po której został zmuszony do kapitulacji.
Bitwa kaniowska, wieńcząca kilkumiesięczne dzieje II Korpusu Polskiego, nie odegrała poważniejszej roli z operacyjnego punktu widzenia. Miała jednak znaczenie dla sprawy polskiej. Stanowiła skromny, ale samodzielny wkład żołnierza polskiego w dzieło zwycięstwa nad państwami centralnymi. 
W jeszcze trudniejszych warunkach i nader powoli przebiegało formowanie oddziałów polskich III Korpusu Polskiego na Ukrainie. Ochotnicy napływali tam do punktów koncentracyjnych wyznaczonych przez generała Eugeniusza de Herminga-Michaelisa. Punkty te znajdowały się w Łucku, Równem, Sarnach, Krzemieńcu, Zasławiu, Korosteniu, Starokonstantynowie, Płoskirowie, Barze i Kamieńcu Podolskim. Poczynania organizacyjne podjęto również w Kijowie, gdzie przebywał sam Michaelis. Z ochotników, którzy stawili się w wyznaczonych punktach, do połowy stycznia 1918 utworzono zaczątki kilkunastu pododdziałów piechoty, kawalerii, artylerii, taborów i dwa pododdziały sanitarne. We wszystkich tych pododdziałach znalazło się około 3000 oficerów, podoficerów i szeregowców.
Nie dały również spodziewanych wyników zabiegi o przydział broni z zasobów Frontu Południowo-Zachodniego. Istotny wpływ na postępy akcji wojskowo-organizacyjnej podejmowanej przez Michaelisa zaczęły też wywierać bolszewicko-ukraińskie działania zbrojne. Po zajęciu w wyniku tych działań Kijowa Michaelis wraz ze swym sztabem przeniósł się do Żytomierza, gdzie otoczył ochroną miejscową ludność polską. Zarządził też koncentrację zorganizowanych już oddziałów w rejonie Antonina oraz Winnicy.
W marcu 1918 zadecydowano o odwołaniu Michaelisa ze stanowiska dowódcy korpusu a funkcję tę objął generał Aleksander Osiński. Faktycznie dowództwo sprawował jednak kapitan Przemysław Barthel de Weydenthal, awansowany do stopnia podpułkownika, formalnie będący szefem sztabu korpusu. 
Na polecenie dowództwa austriackiego wojska korpusu zostały rozlokowane w rejonie Pikowa, Janowa oraz Chmielnika i praktycznie internowane. Dowództwo nad tymi siłami, zespalanymi w Lekką Brygadę III Korpusu Polskiego, liczącą około 2000 żołnierzy objął pułkownik Juliusz Rómmel. W nocy z 9 na 10 czerwca 1918 formacje Lekkiej Brygady zostały rozbrojone.

## Wojsko Polskie na Murmaniu, Syberii i w Odessie

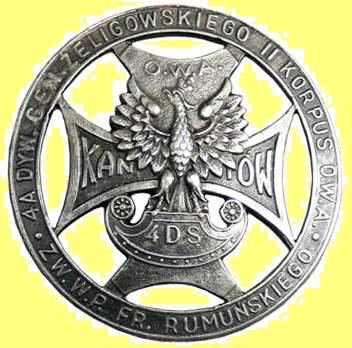
Odznaka 4 DSP

Kolejny etap działań organizacyjnych po likwidacji korpusów nastąpił z początkiem czerwca 1918. Formowanie wojska podjęto w różnych rejonach państwa rosyjskiego. Akcja organizacyjna na Kubaniu odbywała się pod kierunkiem gen. Żeligowskiego. Powstawała tam Brygada Strzelców Polskich przekształcona niebawem w 4 Dywizję Strzelców Polskich.
Dywizję przetransportowano morzem do Odessy i zaliczono formalnie w skład Armii Polskiej we Francji. Jesienią 1918 i zimą 1919 r. wzięła ona udział w walkach z bolszewikami. 
Wiosną 1919 wycofana na terytorium Rumunii i przewieziona koleją do Czerniowiec, tutaj uczestniczyła w walkach polsko-ukraińskich i polsko-bolszewickich. Następnie dotarła z bronią w ręku do Polski i weszła w skład formującej się 10 Dywizji Piechoty Wojska Polskiego. 
W II RP do tradycji 4 Dywizji Strzelców Polskich nawiązywały trzy pułki: 28 Pułk Strzelców Kaniowskich, 29 Pułk Strzelców Kaniowskich i 31 Pułk Strzelców Kaniowskich.
W skład Armii Polskiej we Francji weszły również oddziały organizowane przez pułkownika Waleriana Czumę na Powołżu, a potem na Syberii. Ich trzon stanowiła 5 Dywizja Strzelców Polskich (zwana Dywizją Syberyjską) pułkownika Kazimierza Rumszy. Pod koniec 1919 roku liczyła 10 772 żołnierzy, potem stan liczebny dywizji nadal się powiększał osiągając około 16 500. Podczas walk odwrotowych, występując jako osłona korpusu czesko-słowackiego, 10 stycznia 1920 w walkach z oddziałami bolszewickimi uległy rozbiciu w rejonie stacji Klukwiennaja na wschód od Krasnojarska.
1 lipca 1920 drobna część dywizji, która nie uznała kapitulacji, przedostała się drogą morską do Polski. Wraz z pułkownikiem Czumą przybyło 120 oficerów i 800 szeregowców. Pozostali polscy żołnierze, którzy złożyli broń przed bolszewikami i którym udało się przeżyć późniejszą niewolniczą pracę, wrócili do Polski dopiero po podpisaniu pokoju ryskiego. 
Pół roku wcześniej, w grudniu 1919, również drogą morską dotarł do Polski polski oddział wojskowy z północnej Rosji. Jego żołnierzy nazywano popularnie murmańczykami. Formacja ta, traktowana formalnie jako oddział wydzielony 5 Dywizji Strzelców, organizowana była od połowy 1918 najpierw przez pułkownika Stanisława Dowoyno-Sołłohuba, a potem przez podpułkownika Juliana Skokowskiego i liczyła ok. 400 żołnierzy.

## Liczebność Wojska Polskiego na Wschodzie
W chwili wybuchu I wojny światowej na Wschodzie w czynnej służbie znajdowało się około 600.000 żołnierzy–Polaków, natomiast w lutym 1917 r. 700 tysięcy Polaków, w tym 119 generałów i 20 tys. oficerów. Szacuje się, że jedynie w latach 1914–1917 przez wszystkie formacje na Wschodzie przewinęło się co najmniej milion Polaków.

## Upamiętnienie
Walki żołnierzy polskich na wschodzie  zostały upamiętnione na Grobie Nieznanego Żołnierza w Warszawie, napisami na tablicach, w okresie  II RP i po 1990: „KRECHOWCE” „BOBRUJSK”, „KANIÓW”, „MURMAŃ 1918”, „SYBERIA 1918-1920” i „KUBAŃ-ODESSA 1918–1919”.